# Трамишак, Наташа
Наташа Трамишак (хорв. Nataša Tramišak; род. 6 мая 1982, Осиек) — хорватский государственный деятель. Член Хорватского демократического содружества. Действующий министр регионального развития и фондов Европейского союза Хорватии с 2020 года.

## Биография
Родилась 6 мая 1982 года в Осиеке, в Социалистической Федеративной Республике Югославия (СФРЮ).
В 2008 году окончила юридический факультет Университета имени Йосипа Юрая Штросмайера в Осиеке.
В 2008—2009 годах работала юристом на предприятии городского транспорта в Осиеке.
В 2009—2014 годах — заместитель мэра общины Антуновац. В 2012—2018 годах — основатель и президент местной инициативной группы «Вука-Дунай» (LAG Vuka-Dunav). В 2016—2020 годах — директор Агентства по устойчивому развитию общины Антуновац (Agencije za održivi razvoj Općine Antunovac – RODA d.o.o.). В 2018—2020 годах начальник управления инвестиций, экономического развития и фондов Европейского союза жупании Осьечко-Бараньска.
Получила портфель министра регионального развития и фондов Европейского союза Хорватии во втором кабинете Андрея Пленковича, сформированном по результатам парламентских выборов в Хорватии 5 июля 2020 года. Состав правительства 23 июля одобрен парламентом Хорватии (Хорватским сабором).
Владеет английским и немецкими языками.